# 아오이 사요
아오이 사요 (青井 小夜, Aoi sayo)는 일본의 여성 애니메이터로서 유호도 (遊歩堂)소속. 남편은 애니메이션 연출가인 이토 나오유키.

## 참가작품

### TV애니메이션
- 케로로 군조 (2004년 - , 원화)
- 따끈따끈 베이커리 (2004년 - 2006년, 원화)
- 링에 걸어라 (2004년, 원화)
- 사모님은 여고생 (2005년, 작화감독)
- ARIA The ANIMATION (2005년, 원화)
- 마지카노 (2006년, 작화감독・원화)
- 디지몬 세이버즈 (2006년 - 2007년, 캐릭터 디자인・작화감독・원화)
- ARIA The NATURAL (2006년, 원화)
- DEATH NOTE (2006년 - 2007년, 원화)
- 꼬마여신 카린 (2007년, 게스트 캐릭터 디자인)
- 세인트・비스트 ~광음서사시천사담~ (2007년, 작화감독)
- DARKER THAN BLACK -흑의 계약자- (2007년, 원화)
- 게게게의 키타로 제5작 (2007년 -, 원화)
- 하야테처럼! (2007년 - 2008년, 작화감독)
- 역경무뢰 카이지 (2007년, 원화)
- 나이트 위저드 The ANIMATION (2007년, 원화)
- 미나미케 (2007년, 원화)
- 키미키스 pure rouge (2007년, 원화)
- 얏토카메 탐정단 (2007년, 연출)
- 묘지 키타로 (2008년, 원화)
- 얏타맨 (2008년, 원화)
- 우리집 3자매 (2008년, 그림콘티)
- 소울이터 (2008년, 원화)
- 제로의 사역마 ~삼미희의 윤무~ (2008년, 연출・작화감독）

### 극장판 애니메이션
- 이누야샤 홍련의 봉래도 (2004년, 원화)
- 초극장판 케로로 중사 (2006년, 원화)
- 에반게리온 신극장판 (2007년, 제2원화)
- 도라에몽 노비타와 녹색의 거인전 (2008년, 원화)

### 기타
- 디지몬 세이버즈 어나더 미션 (2006년, 오리지널 캐릭터 디자인)